# Aeropuerto de Schefferville
El Aeropuerto de Schefferville (del inglés: Schefferville Airport) (IATA: YKL, OACI: CYKL) es un aeropuerto localizado adyacente a la comunidad de Schefferville, Quebec, Canadá.

## Aerolíneas y destinos
- Air Inuit
  - Kuujjuaq / Aeropuerto de Kuujjuaq
  - Ciudad de Quebec / Aeropuerto internacional Jean-Lesage de Quebec
  - Sept-Îles / Aeropuerto de Sept-Iles
  - Wabush / Aeropuerto de Wabush
  - Kangiqsujuaq / Aeropuerto de Kangiqsujuaq